# Nüwa

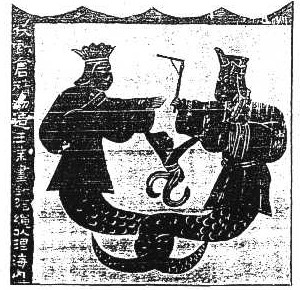
Fuxi (derecha) y su hermana/esposa Nüwa (izquierda)

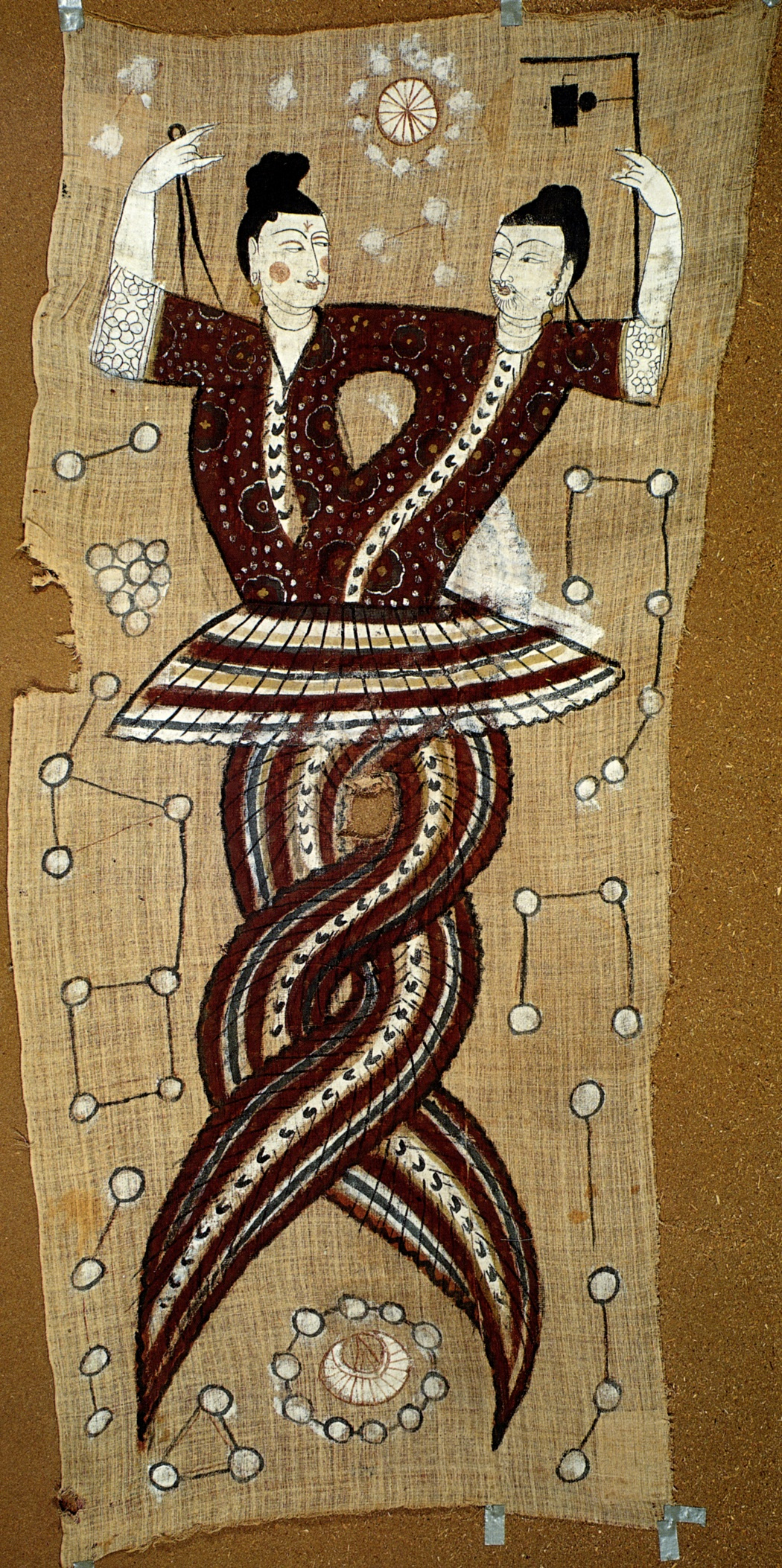
Nüwa con el Compás y Fuxi con la escuadra

Nüwa o Nü Wa (chino tradicional: 女媧 / chino simplificado: 女娲, pinyin: nǚwā) es un ser (normalmente una mujer) de la mitología china que suele formar parte de los Tres augustos y cinco emperadores.

## Descripción
Ateniéndose en las variadas fuentes no se puede precisar su papel exacto aunque fue creadora, madre, diosa, esposa, hermana, líder tribal o incluso emperatriz, aunque la mayoría de las veces se presenta como una mujer que ayuda a los hombres a reproducirse después de una calamidad. Otros estudiosos consideran que nüwa es un título. El historiador Sima Qian, en su clásico Memorias históricas identifica a Nüwa con un hombre apellidado Feng.
En otras tradiciones, Nüwa y su esposo Ling Tong, el primero de Los Tres Augustos, son conocidos como "los padres del género humano", ya que se les considera los ancestros de este. Se los suele representar con cuerpo humano y cola de serpiente o dragón, porque supuestamente fue con esa forma como tallaron los ríos del mundo y lo desecaron tras las inundaciones.
El padre de Nüwa es el Emperador de Jade. Sabia volar con aletas de pescado.

## Mitos sobre Nüwa
Según otro mito Nüwa es la encargada de mantener y reparar la Muralla Celestial, cuya caída destruiría el mundo. Cuenta una leyenda que hubo una disputa entre dos de los dioses más poderosos y decidieron zanjarla con un combate. Cuando Gonggong, dios del agua, vio que perdía, golpeó con su cabeza el Monte Buzhou (不周山), uno de los pilares que sostenían el cielo, lo que causó que éste se inclinara hacia el noroeste y la tierra se moviera hacia el sureste, produciéndose grandes inundaciones. Nüwa cortó las patas de una tortuga gigante y las usó para sustituir el pilar destruido, a la vez que utilizaba piedras de cinco colores distintos para reparar el cielo. Sin embargo fue incapaz de reparar la inclinación del cielo, lo que según la tradición es la causa por la que el sol, la luna y las estrella se mueven hacia el noroeste y los ríos chinos fluyen hacia el este. Según otras versiones rellenó el agujero del cielo con su propio cuerpo para que cesara la inundación por lo que algunas minorías del suroeste de China la tienen como diosa y algunas fiestas se ofrecen como tributo a su sacrificio.
Por último, Nüwa también es vista como Creadora. Habiendo existido desde el comienzo del mundo y sintiéndose sola comenzó a crear animales y seres humanos. El primer día creó el gallo; el segundo, el perro; el tercero, la oveja; el cuarto, el cerdo; el quinto, la vaca; el sexto, el caballo y el séptimo comenzó a crear a los hombres usando arcilla amarilla. Primero esculpió cada uno de ellos individualmente, pero al sentirse cansada decidió introducir en la arcilla una cuerda que luego movía rápidamente provocando que las gotas de arcilla cayeran al suelo, transformándose cada una de ellas en un ser humano. Estos seres serían el pueblo llano, mientras que los primeros creados, hechos a mano, serían los nobles. Según otra variante, algunas de las figuras fueron deformadas por la lluvia, lo que provocó las enfermedades y malformaciones físicas.
El mito de Nüwa aparece, entre otros, en los siguientes documentos:
- En el Liezi (列子) de Lie Yukou (列御寇) (475 - 221 AC). En el capítulo quinto, Cuestiones sobre Tang (湯問篇), en el relato "Nüwa repara el Cielo", se describe la reparación que hizo tras la gran inundación. También se afirma que hizo al primer hombre usando arcilla.

- En el Chuci (楚辞) de Qu Yuan (屈原) (340 - 278 AC). En el capítulo tercero, Preguntando al Cielo (天問, Wentian), en el relato "Nüwa repara el Firmamento", aparece el nombre Nüwa por primera vez. Moldea figuras de tierra amarilla y les da vida y la capacidad de tener hijos. Los demonios luchan y rompen los pilares que sostienen el cielo. Nüwa trabaja incesantemente para reparar el agujero con piedras de cinco colores.

- En el Huainanzi (淮南子) de Liu An (劉安) (179 - 122 AC). En el capítulo sexto, Lanmingxun (覽冥訓), en el relato "Nuwa repara el cielo", se narra cómo en la remota antigüedad los cuatro polos del universo se derrumbaron y el mundo se sumió en el caos: el firmamento no podía cubrir la tierra y ésta no podía soportar al mundo; el fuego lo devoraba todo sin detenerse y las aguas fluían sin control; las bestias devoraban a los hombres y los pájaros salvajes atacaban a los ancianos y a los débiles. Entonces Nüwa repara el cielo con las piedras de cinco colores, corta las patas de la tortuga para sostener los cuatro polos y mata al dragón negro para ayudar a la tierra.
- En el Shiji (史記) de Sima Qian (司馬遷) (145 - 90 AC). En la sección 1, BenJi (本紀), Nüwa es un hombre apellidado Feng. Es pariente de Fuxi y posiblemente de Fenghuang (鳳凰, fèng huáng).
- En el Shuowen Jiezi (說文解字) de Xu Shen (許慎) (58 - 147). En la entrada Nüwa de este diccionario, el primero del chino, se dice que fue la esposa y hermana de Fuxi y que se les representó con sendas colas de serpiente entrelazadas en un mural de la dinastía Han Oriental del templo de Wuliang, en el Distrito de Jiaxing de la Provincia de Shandong.

- En el Duyizhi (獨异志) de Li Rong (李榮) (618 - 907 AC). En el relato "La apertura del Universo", se narra que había un hermano y una hermana llamados Nüwa que vivían en las montañas Kunlun, en una época en que no había gente corriente. Quisieron casarse pero se sintieron avergonzados por ello. Por ello, el hermano la llevó a la cima de la Montaña Kulun e hizo el siguiente juramento: si el cielo nos permite ser marido y mujer, que el humo frente a nosotros se concentre; si no es así, que el humo se disperse. El humo permaneció concentrado y la hermana se fue a vivir con su hermano. Hizo un abanico con hierba para esconder su cara. Este es el origen de la costumbre de llevar un abanico las mujeres en la mano.

- En el Yuchuan Ziji (玉川子集) de Lu Tong (盧同) (618 - 907). En el capítulo tercero se afirma "En un principio Nüwa es la mujer de Fuxi" (女媧本是伏羲婦, Yu MaYi Jie Jiao Shi).

- En el Siku Quanshu) (四庫全書) de Sima Zhen (司馬貞) (618 - 907). En el capítulo Suplemento de los archivos históricos - Historia de los Tres Emperadores se dice que éstos fueron Fuxi, Nüwa y Shengnong. Los dos primeros son hermanos y se apellidan Feng.

- En el libro Taiping Yulan (太平御覽) de la colección Songsi Dashu (宋四大書) de Li Fang (李昉) (960 - 1279). En el libro 78, en el capítulo Costumbres de Yingshao de la dinastía Han, se afirma que no existían los hombres cuando el cielo y la tierra se separaron. Nüwa usó arcilla amarilla para hacer a los seres humanos. Como así no eran suficientemente fuertes, puso cuerdas dentro de la arcilla para que se mantuvieran de pie. También se dice que rezó a los dioses para que la dejaran ser la diosa de los asuntos maritales.